# Néstor Cantillana
Néstor Igor Cantillana Cantillana (Santiago, 19 de julio de 1975) es un actor y director de teatro chileno.

## Biografía
Su familia practica una religión evangélica y él creció con esa fe hasta los 12 años en Curicó. Tocaba el piano en la iglesia de dicha ciudad. Su primera incursión en televisión fue en el Clan infantil de Sábado Gigante en la década de los 80. También es cantante, junto con el actor Pablo Schwarz tienen una banda de rock llamada Maraca.
Se encuentra desde 2004 en una relación con la actriz Macarena Teke y tiene dos hijos: Lautaro y Santiago.
Estudió en la Escuela de Teatro de Fernando González. A partir de 1994, ha participado en obras de teatro como Historia de la Sangre (1995), Calígula (1998), Hamlet (2000) y La Herencia (2000).
En el año 1995, Cantillana viajó a la ciudad canadiense de Montreal con la obra Historia de la Sangre. El año siguiente, se presentó con la misma obra en Berlín, ciudad que volvería a visitar ese mismo año con La misión. En 1998, el actor volvería a Alemania para presentar la misma obra en Múnich, Bonn y Stuttgart. 
En 1996, Néstor Cantillana recibió el premio al «Mejor Actor» por su actuación en la obra Despertar de Primavera, presentada en el tercer Festival de Nuevas Tendencias Teatrales. 

"Talentos como el suyo son una excepción. Primero, porque es poco frecuente que tan buenos actores sean, al mismo tiempo, tan buenas personas. Luego, porque cuando recién empezaba a actuar, ya era capaz de encontrar a los personajes dentro de sí mismo. "
Fernando González Mardones, profesor de teatro.

Debutó en las telenovelas con el papel de Patricio Tepano en Iorana (1998) del canal estatal TVN. Luego interpretó otros personajes, entre ellos, un empleado servil en Romané (2000), un capataz malvado en Pampa Ilusión (2001), un contagiado de VIH en El circo de las Montini (2002), un detective frustrado en Puertas adentro (2003) y un joven homosexual en Cómplices (2006).
Néstor Cantillana fue nominado al Premio Altazor de las Artes Nacionales por su actuación en la teleserie Romané y ganó el Premio APES como «Mejor Actor de Reparto» en el año 2000.
Tiene el papel principal en la teleserie de TVN Corazón de María (2007), donde interpreta a Miguel.
Actuó en la película Radio Corazón (que es la continuación de El chacotero sentimental), con Claudia Di Girólamo, Tamara Acosta, Felipe Braun, y Manuela Martelli entre otros, bajo la dirección de Roberto Artiagoitía (El Rumpy) y con el guion de Pablo Illanes. El argumento refleja las relaciones interpersonales, familiares y de pareja, combinando elementos principalmente de comedia, con aspectos de romance y melodrama.
En 2011 formó parte de la primera serie chilena para HBO llamada Prófugos.

"Néstor tiene las tres claves de un actor extraordinario: misterio, ambigüedad y una verdad que le permite decir prácticamente cualquier cosa, hasta el texto más absurdo o delirante, y se lo crees."
Pablo Larraín, director de Prófugos

En 2021, el Círculo de Críticos de Arte de Chile distinguió a Cantillana como el «Mejor actor de teatro» por la obra Inferno.

## Filmografía
| Año  | Título                                      | Papel                   | Director             |
| ---- | ------------------------------------------- | ----------------------- | -------------------- |
| 1995 | E s 3                                       | Edmundo                 | Francisco Arévalo    |
| 1997 | Historias de fútbol                         | Francisco               | Andrés Wood          |
| 2000 | Gracia y el Forastero                       | Gabriel                 | Alberto Daiber       |
| 2001 | Un ladrón y su mujer                        | Joven del vaso de leche | Rodrigo Sepúlveda    |
| 2001 | El Pozo                                     |                         | Alberto Daiber       |
| 2002 | Fragmentos urbanos                          | Raúl                    | Sebastián Lelio      |
| 2003 | Los debutantes                              | Silvio                  | Andrés Waissbluth    |
| 2005 | La sagrada familia                          | Marco                   | Sebastián Lelio      |
| 2005 | Paréntesis                                  | Nerd Video Club         | Francisca Schweitzer |
| 2006 | Las golondrinas de Altazor                  | Altazor                 | Mauricio Álamo       |
| 2007 | Pedro Ñancúpel, el pirata del fin del mundo | Pedro Ñancúpel          |                      |
| 2007 | Radio corazón                               | Federico Ossandón       | Roberto Artiagoitía  |
| 2012 | No                                          | Fernando Arancibia      | Pablo Larraín        |
| 2015 | La memoria del agua                         | Marcos                  | Matías Bize          |
| 2016 | Neruda                                      | Ministro del Interior   | Pablo Larraín        |
| 2017 | Una mujer fantástica                        | Gastón                  | Sebastián Lelio      |
| 2017 | Un día cualquiera                           | Ernesto                 | Sebastián Brahm      |
| 2018 | Enigma                                      | Roberto Sánchez         | Ignacio Juricic      |
| 2019 | Ella es Cristina                            | Rubén                   | Gonzalo Maza         |
| 2019 | No basta con amar                           | José                    | Cristián Mamani      |
| 2020 | El tango del viudo y su espejo deformante   | Silva (voz)             | Valeria Sarmiento    |
| 2021 | Igor                                        | Director                | Él mismo             |
| 2022 | Mensajes privados                           |                         | Matías Bize          |
| 2022 | Fiebre                                      |                         | Elisa Eliash         |
| 2022 | El castigo                                  | Mateo                   | Matías Bize          |
| 2022 | El retrato de ella                          |                         | Fernanda Altamirano  |
| 2024 | El fantasma                                 | Daniel Subercaseaux     | Martín Duplaquet     |
| 2024 | El lugar de la otra                         | René Cárdenas           | Maite Alberdi        |
| 2024 | Patio de chacales                           |                         | Diego Figueroa       |

## Televisión
| Año  | Título                  | Papel                            | Canal               |
| ---- | ----------------------- | -------------------------------- | ------------------- |
| 1998 | Iorana                  | Patricio Tepano                  | Televisión Nacional |
| 1999 | La Fiera                | Carlos Lizana                    | Televisión Nacional |
| 2000 | Romané                  | Raúl Escudero                    | Televisión Nacional |
| 2001 | Pampa Ilusión           | Tobías Pincheira                 | Televisión Nacional |
| 2002 | El Circo de las Montini | Rodrigo Marín                    | Televisión Nacional |
| 2003 | Puertas Adentro         | Raúl Brito                       | Televisión Nacional |
| 2004 | Los Pincheira           | Santos Molina                    | Televisión Nacional |
| 2006 | Cómplices               | Sebastián Opazo                  | Televisión Nacional |
| 2007 | Corazón de María        | Miguel Villa                     | Televisión Nacional |
| 2008 | Viuda Alegre            | Andrés Tapia                     | Televisión Nacional |
| 2009 | Sin Anestesia           | José Quiñones / Pablo Goycoechea | Chilevisión         |
| 2011 | Peleles                 | Fabián Pizarro                   | Canal 13            |
| 2013 | Secretos en el jardín   | Juan Ramírez                     | Canal 13            |
| 2016 | Veinteañero a los 40    | Eliseo Garcés                    | Canal 13            |
| 2017 | Wena Profe              | Rodrigo Sarmiento                | Televisión Nacional |
| 2018 | Pacto de sangre         | Marco Toselli                    | Canal 13            |

| Año       | Título                               | Papel                 | Canal        |
| --------- | ------------------------------------ | --------------------- | ------------ |
| 2002      | Mira tú                              | Maxi                  | TVN          |
| 2003      | La vida es una lotería               |                       | TVN          |
| 2004      | El cuento del tío                    |                       | TVN          |
| 2009-2010 | Infieles                             | Varios personajes     | Chilevisión  |
| 2009-2010 | Teatro en Chilevisión                | Varios personajes     | Chilevisión  |
| 2011-2013 | Prófugos                             | Vicente Ferragut      | HBO          |
| 2011-2014 | Los archivos del cardenal            | Manuel Gallardo       | TVN          |
| 2012      | El diario secreto de una profesional | Álex                  | TVN          |
| 2013      | La canción de tu vida                | Álex Tobar            | TVN          |
| 2013-2014 | Los 80                               | Mateo González        | Canal 13     |
| 2015      | Príncipes de barrio                  | Jaime Farías          | Canal 13     |
| 2017      | Papá Mono                            | Negro Goycolea        | Canal 13     |
| 2017      | 62: Historia de un mundial           | Juan Pinto Durán      | TVN          |
| 2017      | Neruda                               | Ministro del Interior | Mega         |
| 2017      | 12 días que estremecieron Chile      | Joaquín Silva         | Chilevisión  |
| 2019      | Héroes invisibles                    | Franco Pavéz          | Chilevisión  |
| 2019      | En terapia                           | Santiago              | MovistarPlay |
| 2020-2022 | La jauría                            | Raúl                  | Prime Video  |
| 2021      | Isabel                               | Miguel Frías          | Prime Video  |
| 2022      | 42 días en la oscuridad              | Braulio Sánchez       | Netflix      |
| 2023      | Los mil días de Allende              | José Tohá González    | TVN          |
| 2023      | Casado con hijos                     | Shanti                | Mega         |
| 2024      | Vencer o morir                       | Castilla              | Prime Video  |

## Podcasts
- 2020: Caso 63 (Spotify, 2020) - Pedro Roiter
- 2022: Malú a mil como director
- 2022: Hamlet sonoro (ChileActores) como director
- 2025: Tartufo (ChileActores) como director

## Premios

### Premios Altazor
| Año  | Categoría                 | Título                                          | Resultado |
| ---- | ------------------------- | ----------------------------------------------- | --------- |
| 2001 | Mejor actor en televisión | Romané                                          | Ganador   |
| 2002 | Mejor actor en televisión | Pampa Ilusión                                   | Nominado  |
| 2003 | Mejor actor en televisión | El circo de las Montini                         | Nominado  |
| 2007 | Mejor actor en televisión | Cómplices                                       | Nominado  |
| 2013 | Mejor actor en teatro     | Radrigán: Redoble fúnebre para lobos y corderos | Nominado  |

### Premios Apes
| Año  | Categoría                            | Título                  | Resultado |
| ---- | ------------------------------------ | ----------------------- | --------- |
| 2001 | Mejor actor de reparto en televisión | Romané                  | Ganador   |
| 2002 | Mejor actor de reparto en televisión | Pampa Ilusión           | Nominado  |
| 2003 | Mejor actor de reparto en televisión | El circo de las Montini | Ganador   |
| 2004 | Mejor actor en cine                  | Los debutantes          | Ganador   |
| 2006 | Mejor actor en cine                  | La sagrada familia      | Nominado  |

### Premios Caleuche
| Año  | Categoría                                       | Título                  | Resultado |
| ---- | ----------------------------------------------- | ----------------------- | --------- |
| 2018 | Mejor actor de soporte en series y/o miniseries | Papá Mono               | Ganador   |
| 2019 | Mejor actor protagónico en teleseries           | Pacto de sangre         | Ganador   |
| 2019 | Premio del público                              | Premio del público      | Ganador   |
| 2023 | Mejor actor de soporte en cine                  | El castigo              | Nominado  |
| 2023 | Mejor actor de soporte en series y/o miniseries | 42 días en la oscuridad | Ganador   |
| 2025 | Mejor actor de soporte en cine                  | El fantasma             | Nominado  |
| 2025 | Mejor actor de soporte en series y/o miniseries | Vencer o morir          | Nominado  |

### Premios Pedro Sienna
| Año  | Categoría               | Título     | Resultado |
| ---- | ----------------------- | ---------- | --------- |
| 2023 | Mejor actor protagónico | El castigo | Ganador   |

### Otros premios
| Año  | Premio                                      | Categoría             | Título             | Resultado |
| ---- | ------------------------------------------- | --------------------- | ------------------ | --------- |
| 2006 | Festival Internacional de Cine de Guayaquil | Mejor actor de cine   | La sagrada familia | Ganador   |
| 2019 | Copihue de Oro                              | Mejor actor popular   | Pacto de sangre    | Pendiente |
| 2019 | Premios Marés                               | Mejor actor en drama  | Pacto de sangre    | Ganador   |
| 2021 | Premio Círculo de Críticos de Arte          | Mejor actor de teatro | Infierno           | Ganador   |